# Савић Марковић Штедимлија
Савић Марковић Штедимлија (Стијена Пиперска, 12. јануар 1906 — Загреб, 25. јануар 1971) био је похрваћени црногорски књижевник, књижевни критичар, публициста и политички активиста. Иако је родом био из унутрашњости Црне Горе, накнадно је постао велики заговорник хрватизације. Као један од првих идеолога специфичног црногорског етничког национализма уобличио је тезу о првобитном хрватском пореклу Црногораца и њиховој етничкој посебности у односу на Србе. Према његовим замислима, Црна Гора је проистекла из наводне "Црвене Хрватске", замишљене историографске творевине из Љетописа попа Дукљанина. Заступање таквих теза обезбедило му је наклоност хрватских националистичких и антисрпских кругова у Загребу. За вријеме Другог свјетског рата (1941-1945) био је сарадник усташког режима у Независној Држави Хрватској, где је активно учествовао у стварању Хрватске православне цркве. Уређивао је лист ХПЦ, Глас православља.

## Биографија
Рођен је 12. јануара 1906. године у Стијени Пиперској, у тадашњој Књажевини Црној Гори. Његова породица је припадала племену Пипери, које се по традицији убраја међу седам брдских племена. Пошто је рођен уочи Савиндана, на крштењу је добио име Саво, од чега је изведен и деминутивни облик његовог имена: Савић, у значењу: мали Саво. Касније је своме породичном презимену додао и надимак Штедимлија, по брду Штедим у његовом родном крају. Још као омладинац, прикључио се бјелашком покрету (око 1922. године), а тада је узео учешће и у гоњењу зеленашких комита. Потом је постао симпатизер Комунистичке партије Југославије, усљед чега је 1923. године избачен из подгоричке гимназије, пошто је КПЈ у то вријеме већ увелико била стављена изван закона. Школовање је наставио у Пећи, Нишу, Алексинцу, Јагодини и Лесковцу, где је са закашњењем завршио гимназију. У то вријеме пада и настанак његових првих публицистичких радова, као што је чланак под насловом "Свети Сава браћу мири" (Пригодни зборник "Свети Сава", стр. 60).

### Црногорско питање
Током двадесетих година XX века, Штедимлија никада не спомиње посебност црногорске нације. У заступању својих ставова најдаље одлази са формулацијом политички народ, сматрајући да Црногорци (као део српског народа) и Црна Гора заслужују бољи статус и третман унутар заједничке државе.
Комунистички и усташки покрет, на темељима и постулатима аустроугарског деловања, црногорским федералистима и наследницима зеленашког покрета помажу и утичу да се пројекат помери од политичке нације (термин конфедералиста и наследника зеленаша) до засебно конституисаног идентитета црногорске нације.
До значајног заокрета у његовом односу према националним питањима долази након успостављања веза за представницима Црногорске федералистичке странке, након чега 1928. године настаје и његова политичка брошура под насловом "Горштачка крв: Црна Гора 1918-1928". Његов изразито критички однос према начину на који је 1918. године извршено укидање државности Црне Горе привукао је пажњу разних политичких чинилаца, како државних тако и опозиционих, након чега долази до његовог пресељења у Загреб, где је ступио у службу антисрпских кругова.
Штедимлија 1937. године издаје памфлет „Црвена Хрватска“ у којем, позивајући се на изворе из латинске верзије Љетописа Попа Дукљанина, по латинском препису названог "Regnum Sclavorum", тврди да се на територији данашње јужне Далмације, од Дувна до Драча налазила такозвана „Црвена Хрватска“. Оваква Црвена Хрватска се више нигде не помиње и овај навод је у потпуној супротности са свим изворима из тог периода где се изричито наводи да постоје земље: Србија, Дукља, Травунија, Захумље и Паганија, настањене Србима, док су Хрвати живели северозападно од ушћа реке Цетине. С обзиром на то да постоји размак од 5 векова између латинског преписа и оригиналног љетописа, овај документ је историчарима будио сумњу и зато је често описиван као непоуздан. Штедимлија, као и још неки хрватски и црногорски политичари, публицисте, па и историчари су користили управо овај документ као кључни доказ о хрватском идентитету историјски неспорне средњовековне државе која је наследила Дукљу и Зету.

### Други светски рат
Штедимлија је такође познат као сарадник и главни пропагандиста Анте Павелића, хрватског фашисте, вође усташке Независне Државе Хрватске (1941—1945), којима се придружио већ 1941. године као главни уредник усташке публикације „Хрватска православна црква“. O Штедимлији се каже:
„Након извесног времена када се Гермoген (Григориј Иванович Максимович, руски калуђер, емигрант кога је Павелић изабрао као „погодну личност за патријарха Хрватске православне цркве) налазио код Павелића у његовој резиденцији на Ребру, дошли су код њих Андрија Артуковић и Савић Марковић Штедимлија. Павелић се тада, очигледно обрадован доласком гостију, обратио Геромегену: Ех, ево их! Ово је Савић Марковић Штедимлија, новинар, прво перо Загреба. Он ће вам бити десна рука. А ово је Андрија Артуковић, министар унутарњих послова. Артуковић никако није хтео да вам даде Штедимлију, то је његов најбољи човјек у одјелу за пропаганду... све световне ствари, посебно пропаганду водити ће Штедимлија.“
Укључивањем Штедимлије у рад Хрватске православне „аутокефалне“ цркве (коју су усташе основали на захтев Немаца јер су хтели да покажу да не прогоне православне Србе), Павелић је не само успоставио потпуну контролу над њеним радом, него је још обезбедио да та црква, нарочито када се ради о пропагирању усташког покрета, постане права и прворазредна агентура тог покрета.
Штедимлија 5. јула 1941. године објављује чланак "Das freie Montenegro" (Слободна Црна Гора) у хрватском недељнику на немачком језику "Neue Ordnung" (Нови поредак). У том чланку тврди да се Црногорци оригинално Хрвати и Илири, а не Срби, као и да је језик којим се говори у Црној Гори само један дијалект хрватског језика. Такође износи како Православна црква у Црној Гори никада није била део Српске православне цркве, и да Црногорци признају Папу за духовног лидера док Римокатоличка црква штити Црну Гору. Такође тврди да су Мусолини и Хитлер заштитници независне Црне Горе у новој Европи.
Штедимлија 1943. издаје православни календар Хрватске православне цркве за 1944. годину у којем пише чланак „Православље у Хрватској“ где тврди да је средњовековна Дукља у ствари Црвена Хрватска коју су касније заузели Срби, а да народна сећања у Црној Гори и даље говоре о Хрватима као кључним људима црногорске историје. По капитулацији Италије, Штедимлија је по Дрљевићевом налогу отишао у њемачко посланство у Загребу да пренесе поруку којом је Дрљевић понудио сарадњу са Нијемцима ако они признају независност Црне Горе.
У часопису „Хрватски народ“ 18. фебруара 1944. пише чланак у које тврди да су Хрвати, Црногорци и Албанци најближи народи који треба да се уједине против Срба.
Штедимлија се повукао са усташама у Аустрију, али га је 1945. ухватила Црвена армија и десет година га држала у гулагу. Југословенско комунистичко руководство је затражио од Совјетског Савеза да га изручи Југославији. Штедимлија је осуђен на 8 година затвора за своја дела током рата. Касније га је Мирослав Крлежа довео у Југословенски лексикографски завод.
Умро је у Загребу 25. јануара 1971.

## Важнији радови
- Марковић-Штедимлија, Савић (1928). Горштачка крв: Црна Гора 1918-1928. Београд: Народна штампарија.
- Marković-Štedimlija, Savić (1936). Crna Gora u Jugoslaviji (PDF). Zagreb: Putovi. Архивирано из оригинала (PDF) 16. 07. 2019. г. Приступљено 26. 06. 2019.
- Marković-Štedimlija, Savić (1937). Crvena Hrvatska. Zagreb: Putovi.
- Marković-Štedimlija, Savić (1937). Osnovi crnogorskog nacionalizma (PDF). Zagreb: Putovi.
- Marković-Štedimlija, Savić (1937). Rusija i Balkan. Zagreb: Putovi.
- Marković-Štedimlija, Savić (1941). Crnogorsko pitanje. Zagreb: Crnogorski nacionalni komitet.
- Marković-Štedimlija, Savić (1941). Tragom popa Dukljanina. Zagreb: Preporod.
- Marković-Štedimlija, Savić (1943). Auf dem Balkan. Zagreb: Putovi.